# Anton Felkel
Anton Felkel (n. 26 aprilie 1740 Kamieniec Ząbkowicki, Silezia Inferioară - d. c. 1800 la Lisabona?) a fost un pedagog și matematician austriac.
În 1776, a întocmit tabelele tuturor divizorilor numerelor de la 1 până la 408.000, începute de Lambert până la 102.000.
Rezultatele muncii sale apar în lucrarea Tafeln ("Tabele"), apărută la Viena în 1776.